# Devin Bowen
Devin Bowen, né le 18 mai 1972 à Newport Beach, est un ancien joueur de tennis américain, professionnel de 1994 à 2005.
Ce spécialiste du double a remporté un tournoi ATP sur cinq finales jouées et six tournois Challenger. Il compte pour meilleur résultat en Grand Chelem un quart de finale à l'US Open en 2001 et 2002.
Il occupe un poste d'entraîneur adjoint à la Texas Christian University et entraîne par la même occasion Cameron Norrie depuis 2017.

## Palmarès

### Titre en double messieurs
| No | Date       | Nom et lieu du tournoi                        | Catégorie   | Dotation  | Surface      | Partenaire    | Finalistes             | Score    |  |
| -- | ---------- | --------------------------------------------- | ----------- | --------- | ------------ | ------------- | ---------------------- | -------- |  |
| 1  | 14-07-2003 | Priority Telecom Dutch Open Tennis Amersfoort | Int' Series | 355 000 $ | Terre (ext.) | Ashley Fisher | Chris Haggard André Sá | 6-0, 6-4 |  |

### Finales en double messieurs
| No | Date       | Nom et lieu du tournoi          | Catégorie   | Dotation  | Surface      | Vainqueurs                    | Partenaire        | Score         |          |
| -- | ---------- | ------------------------------- | ----------- | --------- | ------------ | ----------------------------- | ----------------- | ------------- | -------- |
| 1  | 09-11-1998 | Chevrolet Cup Santiago          | Int' Series | 315 000 $ | Terre (ext.) | Mariano Hood Sebastián Prieto | Massimo Bertolini | 7-6, 6-7, 7-6 |          |
| 2  | 02-08-1999 | Grolsch Open Amsterdam          | Int' Series | 475 000 $ | Terre (ext.) | Paul Haarhuis Sjeng Schalken  | Eyal Ran          | 6-3, 6-2      |          |
| 3  | 11-09-2000 | Gelsor Open Romania Bucarest    | Int' Series | 350 000 $ | Terre (ext.) | Alberto Martín Eyal Ran       | Mariano Hood      | 7-64, 6-1     | Parcours |
| 4  | 07-04-2003 | Grand-Prix Hassan II Casablanca | Int' Series | 375 000 $ | Terre (ext.) | František Čermák Leoš Friedl  | Ashley Fisher     | 6-3, 7-5      |          |

## Parcours enGrand Chelem

### En double
| Année | Open d'Australie            | Open d'Australie               | Roland-Garros          | Roland-Garros                     | Wimbledon               | Wimbledon                        | US Open                           | US Open                             |
| ----- | --------------------------- | ------------------------------ | ---------------------- | --------------------------------- | ----------------------- | -------------------------------- | --------------------------------- | ----------------------------------- |
| 1998  | 1er tour João Cunha e Silva | Jim Grabb Richey Reneberg      | 1er tour David Roditi  | Jordi Burillo Marc-Kevin Goellner | 1er tour Byron Talbot   | Karsten Braasch Jens Knippschild | 2e tour Tomas Anzari              | David Adams Olivier Delaitre        |
| 1999  | 1er tour Massimo Bertolini  | Dejan Petrović Grant Silcock   | 2e tour Eyal Ran       | Ellis Ferreira Rick Leach         | 2e tour Michael Sell    | Sébastien Lareau Alex O'Brien    | 1er tour Eyal Ran                 | Doug Flach Geoff Grant              |
| 2000  | 2e tour Alejandro Hernandez | Todd Woodbridge Mark Woodforde | 1er tour Brandon Coupe | Paul Kilderry Peter Tramacchi     | 1er tour Brandon Coupe  | Antonio Prieto Eyal Ran          | 1er tour Jonathan Erlich          | Jan-Michael Gambill Scott Humphries |
| 2001  | 1er tour Brandon Coupe      | Daniel Nestor Sandon Stolle    | 1er tour Jordan Kerr   | Donald Johnson Jared Palmer       | 1er tour Ashley Fisher  | Mark Knowles Radek Štěpánek      | Quart de finale Massimo Bertolini | Max Mirnyi Sandon Stolle            |
| 2002  | 3e tour Ashley Fisher       | Martin Damm David Prinosil     | 1er tour Ashley Fisher | Mark Knowles Daniel Nestor        | 1er tour Ashley Fisher  | Jonas Björkman Todd Woodbridge   | Quart de finale Brandon Coupe     | Jonas Björkman Todd Woodbridge      |
| 2003  | 3e tour Ashley Fisher       | Donald Johnson Jared Palmer    | 2e tour Ashley Fisher  | František Čermák Leoš Friedl      | 3e tour Ashley Fisher   | Gastón Etlis Martín Rodríguez    | 1er tour Ashley Fisher            | Todd Perry Olivier Rochus           |
| 2004  | 1er tour Ashley Fisher      | Mahesh Bhupathi Max Mirnyi     | 1er tour Taylor Dent   | Michaël Llodra Fabrice Santoro    | 1er tour Tripp Phillips | Ian Flanagan Martin Lee          | -                                 | -                                   |

Sous le résultat, le partenaire ; à droite, l'ultime équipe adverse.